# Zalagyömörő, Veszprém
Zalagyömörő  este un sat în districtul Sümeg, județul Veszprém, Ungaria, având o populație de 441 de locuitori (2011). 

## Demografie
Componența etnică a satului Zalagyömörő
     Maghiari (99,24%)
     Romi (0,76%)
Componența confesională a satului Zalagyömörő
     Romano-catolici (79,59%)
     Fără religie (2,95%)
     Reformați (2,49%)
     Necunoscută (14,97%)
Conform recensământului din 2011, satul Zalagyömörő avea 441 de locuitori. Din punct de vedere etnic, majoritatea locuitorilor (99,24%) erau maghiari.  Din punct de vedere confesional, majoritatea locuitorilor (79,59%) erau romano-catolici, existând și minorități de persoane fără religie (2,95%) și reformați (2,49%). Pentru 14,97% din locuitori nu este cunoscută apartenența confesională.